# Synagoge (Könen)

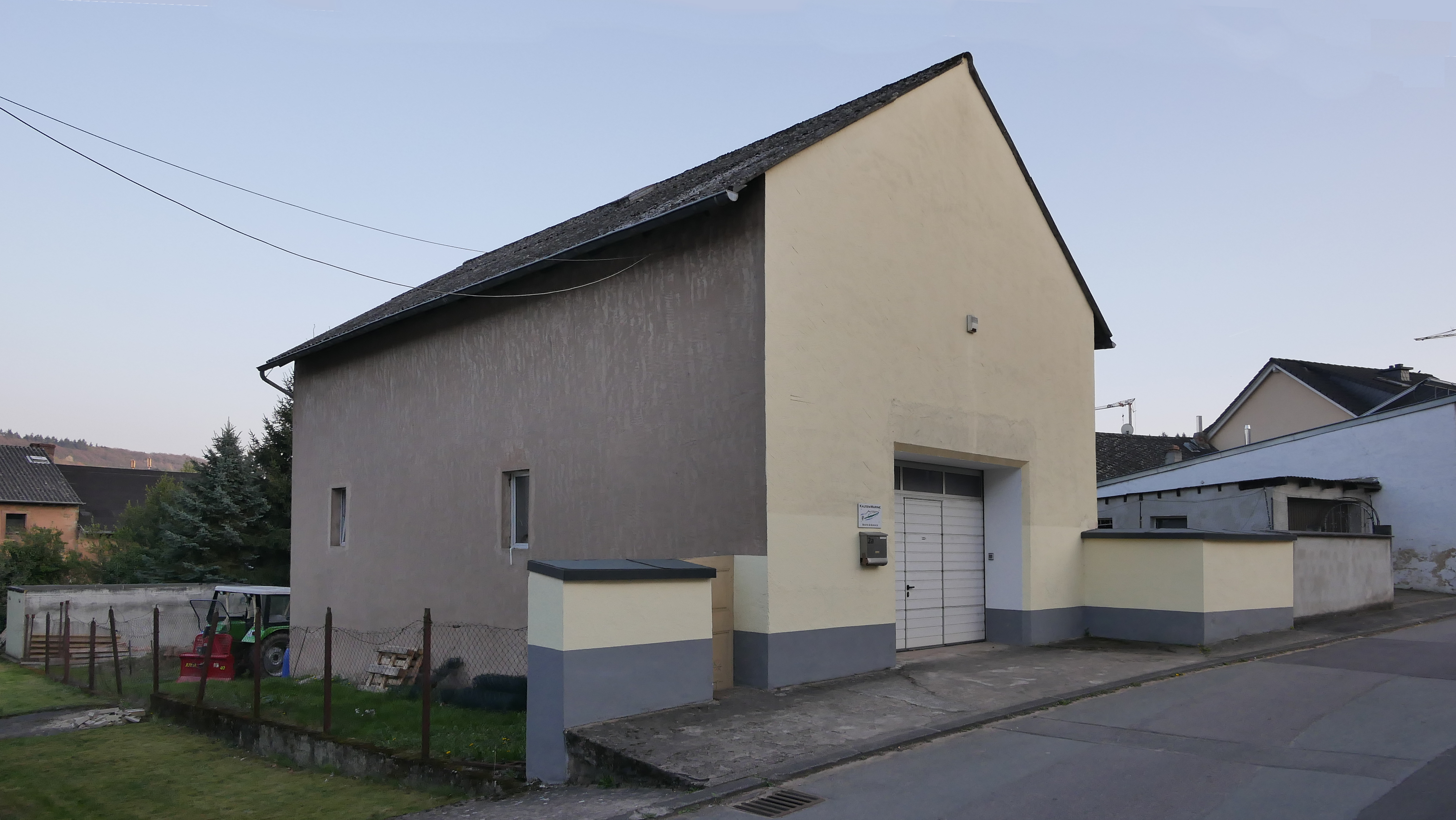
Ehemalige Synagoge in Könen

Die Synagoge in Könen, einem Stadtteil von Konz im Landkreis Trier-Saarburg in Rheinland-Pfalz, wurde 1905 errichtet. Die profanierte Synagoge steht in der Reiniger Straße.

## Geschichte
Eine erste Synagoge wurde in Könen um 1790 erbaut. Sie wurde um 1900 wegen Baufälligkeit abgebrochen. Im Jahr 1905 wurde an ihrer Stelle die neue Synagoge, mit einer Länge von zehn Metern (Ost-West) und einer Breite von 6,50 Metern, errichtet. Die hohen Rundbogenfenster waren charakteristisch für das Gotteshaus. Der Innenraum wurde von einem Tonnengewölbe gedeckt, das vermutlich bemalt war. Die Frauenempore war an der Westseite.
Beim Novemberpogrom 1938 wurde die Synagoge von SA-Männern demoliert. Danach stand das Gebäude einige Jahre leer und kam im Zusammenhang mit dem Restitutionsverfahren 1955 in Privatbesitz. Der neue Besitzer baute das Synagogengebäude zu einer Scheune bzw. zu einem Lager um. Dabei wurde eine Zwischendecke etwa 50 cm unterhalb der Höhe der nicht mehr vorhandenen Frauenempore eingezogen. Im Inneren sind heute noch die Stelle des Toraschreins und die Rundbogenfenster zu erkennen.